# Per Berga Rasmussen
Per Berga Rasmussen (født 31. juli 1946 på Albanigade 23, Odense, Sankt Knuds Sogn, død 17. oktober 2019) var en dansk fagforeningsmand, byrådsmedlem for Enhedslisten, tidligere DKP, rådmand for ældre- og handicap-forvaltningen i Odense Kommune mellem 2013 og 2015.

## Liv og karriere
Per Berga Rasmussen blev født den 31. juli 1946 på Albanigade 23 i Odense, døbt i Hans Tausens Kirke, han voksede op i Bolbro, en bydel i det vestlige Odense, faren Frederik Berga Langfred Rasmussen var kommunal arbejdsmand mens moren Esther Johanne Christensen var hjemmegående, forældrene var blevet borgerligt viet i Odense den 8. juli 1944. Faren var politisk aktiv i DKP, selv meldte Rasmussen sig ind som 14årig i DKU, ungdomsorganisationen til DKP. Farfaren var cykelforhandler i Rynkeby.
Rasmussen er uddannet blikkenslager og begyndte sin faglige karriere som formand for Blikkenslagernes Lærlingeklub. Siden 1973 har han været opmålermand og siden 1978 kredssekretær for Blik- og Rørarbejderforbundet på Fyn samt medlem af landsforbundets hovedbestyrelse og forretningsudvalg. Lokalt er han desuden formand for Byggefagenes Samvirke i Odense.
Allerede i 1970 blev Rasmussen byrådskandidat og i 1974 blev han valgt første gang til Odense Byråd, dengang for Danmarks Kommunistiske Parti, som han repræsenterede frem til 1986. I 1990 blev han valgt for Fælleslisten og siden 1994 har han været valgt for Enhedslisten. Siden 2006 har han været medlem af by- og kulturudvalget og bl.a. haft sæde i bestyrelsen for Odense Havn. Han er det siddende byrådsmedlem med højest anciennitet. Frem til 2005 var han sit partis eneste repræsentant; men derfra og så til 2009 var Anna Rytter også en del af gruppen.
Ved kommunalvalget i 2013 blev Rasmussen valgt igen med 4382 personlige stemmer, i alt opnåede Enhedslisten ti procent af stemmerne i Odense og dermed en af de fire rådmandsposter, Rasmussen blev derfor rådmand for ældre- og handicap-forvaltningen. På grund af et længere sygdomsforløb med tarmkræft valgte Rasmussen den 21. august 2015 at melde ud han stoppede på posten som rådmand, posten som rådmand blev overtaget af Brian Skov Nielsen, Rasmussen meldte samtidig ud at han fortsatte i Odense Byråd, igen som medlem af By- og Kulturvudvalget, men han genopstilte ikke ved næste kommunalvalg i 2017. Allerede i 2015 blev det kendt af Rasmussen led af tarmkræft, dengang meldte han også han ville sidde resten af perioden ud.
I oktober 2019 blev det meldt ud at Berga Rasmussen døde natten til onsdag den 17. oktober 2019. Meddelelsen kom fra partifællen Brian Skov Nielsen via et Facebook opslag.
Privat var Rasmussens gift og havde børn.